# 신병철
신병철은 대한민국의 기업인이다. 고려대학교 심리학 학사와 고려대학교 경영학 석사, 고려대학교 경영학 박사 등을 취득하였다. 미국마케팅학회 Journal of Marketing Research에 대한민국 학위논문 최초로 그의 박사논문을 게재하였으며(Brand Synergy effect in multiple extension. 2007 Nov)  숭실대학교 경영학과 겸임교수로 활동하였으며, 2010년 세계 인명사전(Who’s who in the World, 2010. 11) 마케팅부문에 등재되었다.

## 학력
- 고려대학교 심리학과 졸업
- 고려대학교 대학원 졸업 (경영학석사)
- 고려대학교 경영학과 (경영학박사)

## 경력
제일보젤, CJ그룹 마케팅 부사장(CMO)을 역임하고, 현재 배달의 민족, 야나두, 텐마인즈 등의 스타트업에 CAO로 재직중이며, 중간계캠퍼스의 총괄대표로 재직 중이다. 670만 사장님들의 성공여정을 지원하기 위해 중간계캠퍼스에서 마케팅, 심리학 수업을 진행하고 있다.

## 주요 작품

### 저서
- 《통찰모형 스핑클》
- 《통찰의 기술》
- 《Brand Insights》
- 《쉽고 강한 브랜드 전략》
- 《삼성과 싸워 이기는 전략》
- 《개인 브랜드 성공전략》
- 《돌연변이 마케팅》
- 《온라인 소비자행동》
- 《인터렉티브 마케팅》
- 《더 좋은 해답은 반드시 있다》

### 연구
- 《Brand Synergy effects in multiple Brand Extension ; Indentifying Boundary Conditions and Mediating Process - Journal of Marketing Research 2007 Nov》
- 《번들제품 판매시 가격 인하적 판촉과 가치부가적 판촉의 효과 차이에 관한 연구, 상품학 연구, 2008, 11》

### 프로젝트
- 《KT&G 신제품 개발 프로젝트 (2010)》
- 《삼성전자 생활가전 신제품 개발 프로젝트 (2009)》
- 《Philips Asia Market Forecasting Analysis (2007)》
- 《두산주류, 처음처럼 온라인 마케팅 전략 수립 및 진행 (2006)》
- 《삼성 브랜드 전문가 양성과정 프로그램 구축 (2004, 삼성 GMR)》
- 《LG Brand 전문가 양성과정 프로그램 구축 (2004, LG 인화원 브랜드팀)》
- 《SK Group 브랜드 리런칭 프로젝트 (96-97)》
- 《Speed 011 브랜드 런칭 프로젝트 (96-00)》
- 《하이트 맥주, 시장진입 전략 (93- 95)》

### 방송/언론
- KBS 제1라디오 성기영의 경제투데이, 신병철의 생활마케팅
- 교통방송 박찬희의 생활경제, 똑똑한 소비자 진행
- 교통방송, change my life 컬럼.
- 동아일보, 신병철박사의 통찰력코칭 칼럼니스트
- 한국경제신문 한경에세이 칼럼니스트
- 디지털 이코노미 칼럼니스트

### 주요강의
삼성, LG. SK, CJ등 국내외 200개 기업, 고려대학교, 이화여대, 동국대, 숭실대, 제주대, 성신여대, 울산대 등 500회 이상의 강의를 진행하였다.